# Brikama United FC
Brikama United Football Club w skrócie Brikama United FC – gambijski klub piłkarski mający siedzibę w mieście Brikama, grający w pierwszej lidze gambijskiej.

## Sukcesy
- I liga[1]:
  - mistrzostwo (2):  2011, 2019.

- Puchar Gambii[2]:
  - zwycięstwo (1): 2016.

## Występy w afrykańskich pucharach
| Sezon | Rozgrywki     | Runda   | Kraj    | Klub            | Dom | Wyjazd | Dwumecz      |
| ----- | ------------- | ------- | ------- | --------------- | --- | ------ | ------------ |
| 2012  | Liga Mistrzów | wstępna | Senegal | US Ouakam       | 1–0 | 0–1    | 1–1 (k. 5–3) |
| 2012  | Liga Mistrzów | 1       | Tunezja | Espérance Tunis | 1–1 | 1–3    | 2–4          |
| 2012  | Liga Mistrzów | wstępna | Maroko  | Raja Casablanca | 3–3 | 0–4    | 3–7          |

## Stadion
Domowe mecze klub rozgrywa na stadionie o nazwie Box Bar Mini Stadium w Brikama, który może pomieścić 2000 widzów.

## Reprezentanci kraju grający w klubie
Stan na lipiec 2023.
| - John Bass - Hamidou Bojang - Bully Drammeh - Modou Jallow - Alieu Jatta - Ebou Kanteh - Mustapha Njie | - Sulayman Saho - Sainey Sambou - Bun Sanneh - Bubacarr Sanyang - Momodou Lamin Sawo - Foday Trawally |